# Schulorganisationsgesetz
Das Schulorganisationsgesetz (kurz SchOG) bildet die wichtigste gesetzliche Grundlage des österreichischen Schulwesens.

## Ausgangslage
Bis zum Jahr 1962 galten in Österreich teilweise noch die Schulgesetze aus der Ersten Republik, die ihrerseits zum Teil auf Bestimmungen aus dem 19. Jahrhundert basierten. Bereits im Winter 1946/47 wurden erste Kontakte aufgenommen und 1948 lagen erste Entwürfe vor. Es zeigten sich jedoch auch gegensätzliche Standpunkte, die in intensiven Beratungen und zahlreichen Verhandlungen ausdiskutiert wurden. Mit diesem Gesetz wurde das Schulwesen der Zweiten Republik auf eine grundlegend neue Basis gestellt, die bis heute Gültigkeit hat und in vielen Novellen an die laufenden Anforderungen angepasst wurde.

## Zweck
Mit dem Schulorganisationsgesetz wurde eine einheitliche und allgemein anerkannte Neuregelung des Schulwesens „vom Kindergarten bis zur Hochschule“ geschaffen. Es enthält zum Beispiel die auch heute gültigen Regelungen über die Schulpflicht, die Unentgeltlichkeit des Schulbesuches und den Religionsunterricht, aber auch Bestimmungen zum berufsbildenden Schulwesen und zur Ausbildung von Lehrern.